# Österrikes Grand Prix 2019
Österrikes Grand Prix 2019, officiellt Formula 1 My World Grosser Preis von Österreich 2019, var ett Formel 1-lopp som kördes 30 juni 2019 på Red Bull Ring i Spielberg i Österrike. Loppet var det nionde av sammanlagt tjugoen deltävlingar ingående i Formel 1-säsongen 2019 och kördes över 71 varv.

## Resultat

### Kval
| KR. | Nr | Förare             | Konstruktör               | Q1       | Q2       | Q3         | Grid    |
| --- | -- | ------------------ | ------------------------- | -------- | -------- | ---------- | ------- |
| 1   | 16 | Charles Leclerc    | Ferrari                   | 1.04,138 | 1.03,378 | 1.03,003   | 1       |
| 2   | 44 | Lewis Hamilton     | Mercedes                  | 1.03,818 | 1.03,803 | 1.03,262   | 4b      |
| 3   | 33 | Max Verstappen     | Red Bull Racing-Honda     | 1.03,807 | 1.03,835 | 1.03,439   | 2       |
| 4   | 77 | Valtteri Bottas    | Mercedes                  | 1.04,084 | 1.03,863 | 1.03,537   | 3       |
| 5   | 20 | Kevin Magnussen    | Haas-Ferrari              | 1.04,778 | 1.04,466 | 1.04,072   | 10c     |
| 6   | 4  | Lando Norris       | McLaren-Renault           | 1.04,361 | 1.04,211 | 1.04,099   | 5       |
| 7   | 7  | Kimi Räikkönen     | Alfa Romeo Racing-Ferrari | 1.04,615 | 1.04,056 | 1.04,166   | 6       |
| 8   | 99 | Antonio Giovinazzi | Alfa Romeo Racing-Ferrari | 1.04,450 | 1.04,194 | 1.04,179   | 7       |
| 9   | 10 | Pierre Gasly       | Red Bull Racing-Honda     | 1.04,412 | 1.03,988 | 1.04,199   | 8       |
| 10  | 5  | Sebastian Vettel   | Ferrari                   | 1.04,430 | 1.03,667 | Ingen tida | 9       |
| 11  | 8  | Romain Grosjean    | Haas-Ferrari              | 1.04,552 | 1.04,490 | 0          | 11      |
| 12  | 27 | Nico Hülkenberg    | Renault                   | 1.04,733 | 1.04,516 | 0          | 15d     |
| 13  | 23 | Alexander Albon    | Scuderia Toro Rosso-Honda | 1.04,708 | 1.04,665 | 0          | 18e     |
| 14  | 3  | Daniel Ricciardo   | Renault                   | 1.04,647 | 1.04,790 | 0          | 12      |
| 15  | 55 | Carlos Sainz Jr.   | McLaren-Renault           | 1.04,453 | 1.13,601 | 0          | 19e     |
| 16  | 11 | Sergio Pérez       | Racing Point-BWT Mercedes | 1.04,789 | 0        | 0          | 13      |
| 17  | 18 | Lance Stroll       | Racing Point-BWT Mercedes | 1.04,832 | 0        | 0          | 14      |
| 18  | 26 | Daniil Kvyat       | Scuderia Toro Rosso-Honda | 1.05,324 | 0        | 0          | 16      |
| 19  | 63 | George Russell     | Williams-Mercedes         | 1.05,904 | 0        | 0          | Depå* f |
| 20  | 88 | Robert Kubica      | Williams-Mercedes         | 1.06,206 | 0        | 0          | 17      |

| Vidare från första kvalrundan ▬▬ Vidare från andra kvalrundan ▬▬ |

107 %-gränsen: 1.08,273
Källor:
- ^a  – Sebastian Vettel deltog ej i Q3 på grund av ett motorrelaterat problem som inte gick att åtgärda före kvalrundans slut.[7]
- ^b  – Lewis Hamilton bestraffades med tre platsers nedflyttning på startgriden efter att ha hindrat Kimi Räikkönen på banan under kvalet (Q1).[8] Magnussen som skulle startat femma bestraffades även han. Då Magnussen fick sin bestraffning före Hamilton innebär det enligt FIA:s regler att Hamilton flyttas upp till startruta fyra.[9]
- ^c  – Kevin Magnussen bestraffades med fem platsers nedflyttning på startgriden efter ett växellådsbyte. Då detta var ett byte utanför det tillåtna bestraffades Magnussen och Haas med fem platsers nedflyttning på startgriden. (Enligt FIA:s reglemente måste en och samma växellåda användas sex tävlingshelger i rad. Bryts den kedjan bestraffas föraren med fem placeringars nedflyttning.)[10]
- ^d  – Nico Hülkenberg bestraffades med fem platsers nedflyttning på startgriden för byten av flera komponenter i motorenheten.
- ^e  – Alexander Albon blev beordrad att starta sist för byten av flera komponenter i motorenheten.
- ^e  – Carlos Sainz Jr. blev beordrad att starta sist för byten av flera komponenter i motorenheten.
- ^f  – George Russell bestraffades först med tre platsers nedflyttning på startgriden efter att ha hindrat Daniil Kvyt på banan under kvalet. Ut över det blev Russell beordrat att starta från depån efter att framvingen hade bytts på hans bil under Parc fermé-förhållanden.

### Lopp
| Pos. | Nr | Förare             | Konstruktör               | Varv | Tid         | Grid | P     |
| ---- | -- | ------------------ | ------------------------- | ---- | ----------- | ---- | ----- |
| 1    | 33 | Max Verstappen     | Red Bull Racing-Honda     | 71   | 1:22.01,822 | 2    | 25+1h |
| 2    | 16 | Charles Leclerc    | Ferrari                   | 71   | +2.724      | 1    | 18    |
| 3    | 77 | Valtteri Bottas    | Mercedes                  | 71   | +18.960     | 3    | 15    |
| 4    | 5  | Sebastian Vettel   | Ferrari                   | 71   | +19.610     | 9    | 12    |
| 5    | 44 | Lewis Hamilton     | Mercedes                  | 71   | +22.805     | 4    | 10    |
| 6    | 4  | Lando Norris       | McLaren-Renault           | 70   | +1 varv     | 5    | 8     |
| 7    | 10 | Pierre Gasly       | Red Bull Racing-Honda     | 70   | +1 varv     | 8    | 6     |
| 8    | 55 | Carlos Sainz Jr.   | McLaren-Renault           | 70   | +1 varv     | 19   | 4     |
| 9    | 7  | Kimi Räikkönen     | Alfa Romeo Racing-Ferrari | 70   | +1 varv     | 6    | 2     |
| 10   | 99 | Antonio Giovinazzi | Alfa Romeo Racing-Ferrari | 70   | +1 varv     | 7    | 1     |
| 11   | 11 | Sergio Pérez       | Racing Point-BWT Mercedes | 70   | +1 varv     | 13   | 0     |
| 12   | 3  | Daniel Ricciardo   | Renault                   | 70   | +1 varv     | 12   | 0     |
| 13   | 27 | Nico Hülkenberg    | Renault                   | 70   | +1 varv     | 15   | 0     |
| 14   | 18 | Lance Stroll       | Racing Point-BWT Mercedes | 70   | +1 varv     | 14   | 0     |
| 15   | 23 | Alexander Albon    | Scuderia Toro Rosso-Honda | 70   | +1 varv     | 18   | 0     |
| 16   | 8  | Romain Grosjean    | Haas-Ferrari              | 70   | +1 varv     | 11   | 0     |
| 17   | 26 | Daniil Kvyat       | Scuderia Toro Rosso-Honda | 70   | +1 varv     | 16   | 0     |
| 18   | 63 | George Russell     | Williams-Mercedes         | 69   | +2 varv     | Depå | 0     |
| 19   | 20 | Kevin Magnussen    | Haas-Ferrari              | 69   | +2 varv     | 10   | 0     |
| 20   | 88 | Robert Kubica      | Williams-Mercedes         | 68   | +3 varv     | 17   | 0     |

| Förare och stall som tog poäng ▬▬ |

Källor:
- ^h  – Max Verstappen fick en extrapoäng för snabbaste varv.[1]

## Poängställning efter loppet
| Position  | 1    | 2    | 3    | 4    | 5    | 6   | 7   | 8   | 9   | 10  | Snabbaste varv |
| Poäng (p) | 250p | 180p | 150p | 120p | 100p | 80p | 60p | 40p | 20p | 10p | 10p            |

| Pos. | Förare             | Stall                     | Poäng |
| ---- | ------------------ | ------------------------- | ----- |
| 1    | Lewis Hamilton     | Mercedes                  | 197   |
| 2    | Valtteri Bottas    | Mercedes                  | 166   |
| 3    | Max Verstappen     | Red Bull-Honda            | 126   |
| 4    | Sebastian Vettel   | Ferrari                   | 123   |
| 5    | Charles Leclerc    | Ferrari                   | 105   |
| 6    | Pierre Gasly       | Red Bull-Honda            | 43    |
| 7    | Carlos Sainz, Jr.  | McLaren-Renault           | 30    |
| 8    | Lando Norris       | McLaren-Renault           | 22    |
| 9    | Kimi Räikkönen     | Alfa Romeo Racing-Ferrari | 21    |
| 10   | Daniel Ricciardo   | Renault                   | 16    |
| 11   | Nico Hülkenberg    | Renault                   | 16    |
| 12   | Kevin Magnussen    | Haas-Ferrari              | 14    |
| 13   | Sergio Pérez       | Racing Point-BWT Mercedes | 13    |
| 14   | Daniil Kvyat       | Toro Rosso-Honda          | 10    |
| 15   | Alexander Albon    | Toro Rosso-Honda          | 7     |
| 16   | Lance Stroll       | Racing Point-BWT Mercedes | 6     |
| 17   | Romain Grosjean    | Haas-Ferrari              | 2     |
| 18   | Antonio Giovinazzi | Alfa Romeo Racing-Ferrari | 1     |

| Pos. | Stall                     | Poäng |
| ---- | ------------------------- | ----- |
| 1    | Mercedes                  | 363   |
| 2    | Ferrari                   | 228   |
| 3    | Red Bull-Honda            | 169   |
| 4    | McLaren-Renault           | 52    |
| 5    | Renault                   | 32    |
| 6    | Alfa Romeo Racing-Ferrari | 22    |
| 7    | Racing Point-BWT Mercedes | 19    |
| 8    | Toro Rosso-Honda          | 17    |
| 9    | Haas-Ferrari              | 16    |